# Три студента
„Три студента” (енгл. The Adventure of the Three Students) је једна од 56 приповедака о Шерлоку Холмсу које је написао Артур Конан Дојл и девета је прича у збирки кратких прича Повратак Шерлока Холмса. Објављена је у британском часопису The Strand Magazine у јуну 1904, као и у америчком часопису Collier's 24. септембра исте године.

## Радња
Шерлок Холмс и доктор Вотсон долазе у универзитетски град када им ментор и предавач на Колеџу Светог Луке, господин Хилтон Соумс, доноси занимљив проблем. Соумс је прегледао решења испита који је требало да преда, када је напустио своју канцеларију на сат времена. Када се вратио, открио је да је његов службеник, Банистер, ушао у собу, али је приликом изласка случајно оставио кључ у брави, а неко је у ушао, пореметио испитне папире на његовом столу и оставио трагове који показују да их је делимично преписао. Банистер је схрван и руши се на столицу, али се куне да није дирао папире. Соумс је у својој канцеларији пронашао и друге трагове: струготине од оловке, поломљен врх оловке, свежу огреботину на површини његовог стола и малу мрљу црне глине прошарану струготинама.
Соумс жели да открије варалицу и спречи га да полаже, јер положен испит доноси знатну стипендију. Изнад њега у истој згради живе три студента који ће полагати овај испит. Први од њих, Гилкрист, је спортиста, тркач са препрекама и скакач удаљ, а уз то је и марљив (за разлику од свог оца који је протраћио своје богатство на коњским тркама); други, Даулат Рас, описан је као тих и методичан; трећи је Мајлс Макларен, надарени студент, али потпуно раскалашан и предан коцкању.
Холмс прегледа канцеларију. Преварант је очигледно однео папире до прозора један по један док их је копирао како би могао да види како се Соумс враћа, али том приликом, Соумс се није вратио уобичајеним путем. Оближња врата воде до Соумсове спаваће собе. Након што ју је испитао, Холмс проналази још једну, сличну, мрљу глине ишарану струготинама. Он говори Соумсу да се преварант, након што је чуо како долази, сакрио у Соумсовој спаваћој соби. Био је тамо, скривајући се иза завесе, све време док је Соумс испитивао Банистера.
Следећег јутра, Холмс и Вотсон се враћају у Соумсову канцеларију. Холмс се суочава са Банистером за кога верује да не говори све што зна. Банистер не признаје ништа и инсистира да у Соумсовој канцеларији није било никога док је он био тамо. Холмс, међутим, шаље по Гилкриста и наставља да излаже своје закључке.
Преварант је био неко ко је знао да су решења испита ту. Ово је могао бити само Гилцхрист јер су докази били тајни, а Гилкрист је био једини довољно висок да погледа кроз Соумсов прозор и да види његов сто. Холмс је такође идентификовао мрље као специјалну глину пронађену у јами за скок у даљ, што даље указује на Гилкриста. Гилкрист признаје своју кривицу замерајући Банистеру због његове очигледне издаје. Банистер је заиста био тај који је покривао Гилкриста. Осећао је да мора, за стара времена: Банистер је некада био батлер Гилкристовог оца.
Холмс затим објашњава преостале трагове. Огреботину на столу направиле су Гилкристове ципеле за скакање са шиљцима док их је зграбио у журби, а глинене мрље су пале са његових ципела. Банистер се срушио у столицу како би сакрио Гилкристове рукавице, које је видео остављене на столици. Гилкрист приписује Банистеру заслуге што га је убедио да не профитира на свом неделу, и даје Соумсу писмо у којем се наводи да не жели да полаже испит, већ хоће да прихвати понуду да ради за родезијску полицију у Јужној Африци.

## Историја објављивања
Приповетка је објављена у британском часопису The Strand Magazine у јуну 1904, као и у америчком часопису Collier's 24. септембра исте године. Прича је објављена са девет илустрација Фредерика Дора Стила у часопису Collier's и са седам илустрација Сиднеја Паџета у часопису The Strand Magazine. Уврштена је у збирку кратких прича Повратак Шерлока Холмса, која је објављена у САД у фебруару 1905. и у Великој Британији у марту исте године.

## Адаптације

### Филм и телевизија
Кратки неми филм адаптиран по овој причи објављен је 1923. године, као део филмског серијала у коме је Еје Норвуд глумио Шерлока Холмса. У осталим улогама су били Хјуберт Вилис као Вотсон, Вилијам Луг као Хилтон Соумс и А. Хардинг Стирман као Банистер.

### Радио
Радио-адаптација ове приповетке, коју је драматизовала Едит Мејзер, емитована је 2. новембра 1931. као део америчке радио-серије Авантуре Шерлока Холмса, са Ричардом Гордоном у улози Шерлока Холмса и Лијем Ловелом као др Вотсоном.
Мејзерова је такође адаптирала причу као епизоду америчке радио-серије Нове авантуре Шерлока Холмса, са Бејзилом Ратбоном као Холмсом и Најџелом Брусом као Вотсоном, која је емитована 24. новембра 1940. године.
Феликс Фелтон је драматизовао причу као радио-адаптацију за станицу BBC Home Service, као део радио серије из 1952–1969, у којој су глумили Карлтон Хобс као Холмс и Норман Шели као Вотсон, а Фелтон је глумио Хилтона Соумса. Адаптација је емитована у новембру 1957. године.
Приповетка је драматизована за BBC Radio 4 током 1993. године од стране Дениса Хоторна (који је такође играо Хилтона Соумса) као део радио-серије из 1989–1998. у којој су се појавили Клајв Мерисон као Холмс, Мајкл Вилијамс као Вотсон и Дезмонд Лувелин као Банистер.
Прича је адаптирана као друга епизода Класичних авантура Шерлока Холмса, серијала у америчкој радио-емисији Imagination Theatre, у којој су глумили Џон Патрик Лоури као Холмс и Лоренс Алберт као Вотсон. Епизода је емитована 2006. године.

### Остали медији
Иако прича није директно адаптирана, радња романа Причајући мотор Џејмса Лавгрова смештена је у време ових догађаја, објашњавајући да су Холмс и Вотсон били у неименованом универзитетском граду који се овде помиње, да би се такмичили против насловне машине за размишљање, која је у суштини очигледно рани компјутер способан да упореди или чак надмаши Холмсове дедуктивне способности (роман се завршава открићем да је „Машина за размишљање” заправо шупља конструкција у којој се налази још увек живи, али осакаћени професор Моријарти).